# Ha-Oved ha-cijoni

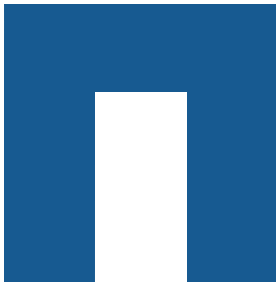
Logo Ha-Oved ha-cijoni

Ha-Oved ha-cijoni (hebrejsky העובד הציוני‎, doslova Sionistický pracující) bylo židovské sionistické osadnické hnutí v mandátní Palestině.
Založili ho roku 1936 bývalí členové organizace ha-No'ar ha-cijoni. 7. listopadu 1937 vznikla první zemědělská osada napojená na tuto formaci, kibuc Uša. V roce 1948 se hnutí podílelo na vytvoření Progresivní strany.
Hnutí si i poté udržovalo samostatné zastoupení v odborové centrále Histadrut. Ve volbách do jejího shromáždění v květnu 1959 obdrželo 5,77 % hlasů. V roce 1961 vytvořilo společně s Všeobecnými sionisty Liberální frakci. Analogicky s tím se také vytvořila nová politická formace Liberální strana.